# Fornò
Fornò è un quartiere e località del comune di Forlì, nota perché vi sorge il Santuario di Santa Maria delle Grazie, detto anche Chiesa di Fornò, caratteristica grande chiesa a pianta circolare, di 34 metri di diametro, edificata nel XV secolo da un ex pirata albanese.
Il quartiere è servito dalla linea 13 e 126p a orari decadenzati con corse scolastiche sempre presenti.
Il nome Fornò deriva da Foro Novo (Forum Novum).
La più vicina frazione di Forlì si chiama, con nome simile, Forniolo: qui sorge invece la Chiesa di San Giorgio in Forniolo.